# Maculonaclia
Maculonaclia este un gen de insecte lepidoptere din familia Arctiidae.

## Specii[1]
- Maculonaclia agatha
- Maculonaclia altitudina
- Maculonaclia ankasoka
- Maculonaclia bicolorata
- Maculonaclia brevipenis
- Maculonaclia buntzae
- Maculonaclia delicata
- Maculonaclia dentata
- Maculonaclia douquettae
- Maculonaclia elongata
- Maculonaclia flamea
- Maculonaclia flavia
- Maculonaclia grjebinei
- Maculonaclia lambertoni
- Maculonaclia leopardina
- Maculonaclia lokoba
- Maculonaclia lucia
- Maculonaclia luctuosa
- Maculonaclia marietta
- Maculonaclia matsobory
- Maculonaclia minuscula
- Maculonaclia muscella
- Maculonaclia muscellula
- Maculonaclia nigrita
- Maculonaclia obliqua
- Maculonaclia obscura
- Maculonaclia parvifenestrata
- Maculonaclia petrusia
- Maculonaclia sanctamaria
- Maculonaclia subfenestrata
- Maculonaclia tenera
- Maculonaclia truncata
- Maculonaclia viettei